# 根特木兒
根特木兒（俄语：Гантимур，?-1686年），是十七世紀外貝加爾的鄂溫克和達斡爾族氏族集團的領導人。甘特穆羅夫家族祖先。
他早年生活的細節不得而知，但眾所周知，他在1655年與清軍一起參加了對俄羅斯呼瑪爾斯克堡寨的進攻（他也是向滿清交納貂皮的貢民），1667年，根特木兒與他的親戚和部落的四十名長老一起前往俄羅斯。清朝當局立即試圖用武力確保他返回，但沒有成功，康熙皇帝派遣的特使也沒有成功說服根特木兒回到清朝一邊，儘管清朝統治者多次要求引渡，但被俄羅斯沙皇國政府拒絕。
1684年，根特木兒受洗成為俄羅斯東正教徒，並以彼得·甘特穆羅夫王子的頭銜和名字進入俄羅斯貴族行列。
莫斯科政府讓他負責新獲得的外貝加爾地區。對於永久居留地，他選擇了涅爾琴斯克。1686年，他被召喚到莫斯科，但在前往納里姆的途中去世，並被埋葬在納里姆（今属托木斯克州）。